# Emilio Quadrelli

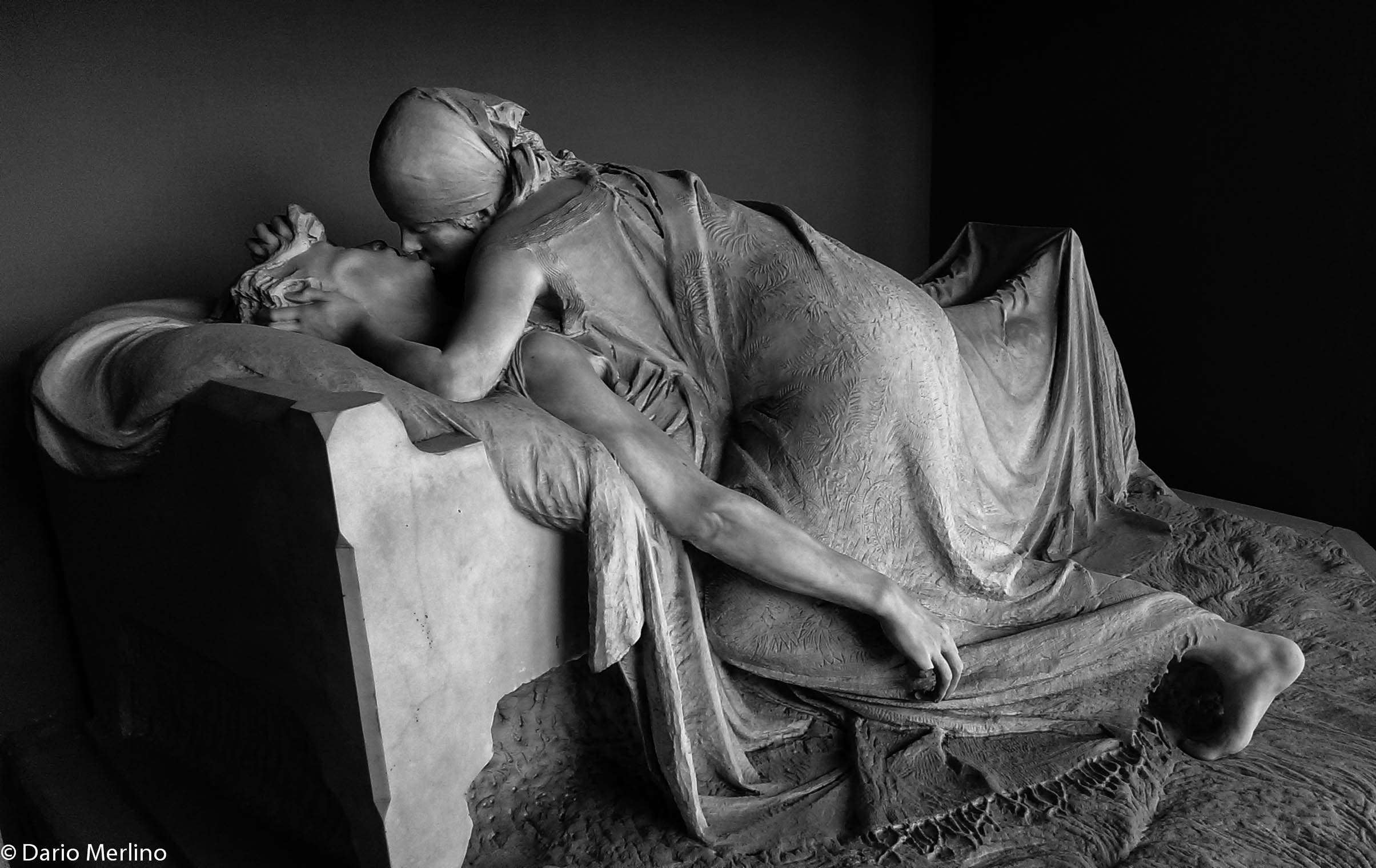
Cimitero Monumentale (Milano) - edicola Volonté Vezzoli

Emilio Quadrelli (Milano, 8 gennaio 1863 – Milano, 7 maggio 1925) è stato uno scultore italiano.

## Biografia
Nato a Milano nel 1863, Emilio Quadrelli fu allievo, tra gli altri, degli scultori milanesi Pietro Calvi (1833-1884) e Francesco Barzaghi (1839-1892).
Tra le sue opere principali la fontana di sinistra, allegoria dell'Adriatico, nel Vittoriano di Roma del 1906 e la statua bronzea di Virgilio posta sul monumento dedicato al poeta in piazza Virgiliana a Mantova, città natale del poeta, inaugurato dopo la morte dello scultore, nel 1927. Quadrelli ha inoltre realizzato nel 1889 un'opera scultorea dal titolo Ultimo bacio che si trova presso la nicchia 163 del Cimitero Monumentale di Milano.
Morì nella città natale, a sessantadue anni, nel 1925. Al suo nome il comune di Roma ha dedicato un largo cittadino, nei pressi di via Portuense.